# Dan Mavraides
Daniel James Mavraides, detto Dan (Boston, 1º dicembre 1988), è un ex cestista statunitense con cittadinanza greca, professionista in Europa.

## Carriera
Ha disputato quattro stagioni con la maglia dei Princeton Tigers, mettendo a referto un totale di 1.054 punti in 97 partite. Ha esordito da professionista nel massimo campionato greco con l'Aris Salonicco: è sceso in campo in 23 incontri di stagione regolare e 2 di play-off.
Terminata l'esperienza greca, si è trasferito ad Avellino, in Serie A. Il 7 dicembre viene ceduto a Caserta.